# Lista de parcerias de Ludmila Ferber
Esta é uma lista das parcerias feitas pela cantora Ludmila Ferber.
| Música                                        | Banda ou Cantor(a)                                                                      | Ano    | Álbum                                    |
| --------------------------------------------- | --------------------------------------------------------------------------------------- | ------ | ---------------------------------------- |
| Anda com Deus                                 | Ministério Fonte da Vida de Adoração                                                    | (2003) | Apaixonado                               |
| Milhares de Milhares                          | Ana Paula Valadão                                                                       | (2004) | Ouço Deus me Chamar                      |
| Vou Continuar                                 | Mara Maravilha                                                                          | (2005) | Joia Rará                                |
| Eu Te Escolhi como Vaso de Honra              | R. R. Soares                                                                            | (2007) | Minhas Canções na Voz dos Melhores Vol.3 |
| A Doçura do Teu Falar                         | Ana Paula Valadão                                                                       | (2007) | Pérolas da Adoração                      |
| Nunca Pare de Lutar                           | Ana Paula Valadão e David Quinlan                                                       | (2007) | Pérolas da Adoração                      |
| Orar e Adorar                                 | David Quinlan                                                                           | (2007) | Pérolas da Adoração                      |
| Os Sonhos Voltaram                            | Fernanda Brum                                                                           | (2009) | A Esperança Vive                         |
| Eis-me Aqui                                   | Diante do Trono (Ana Paula Valadão)                                                     | (2010) | Aleluia                                  |
| Eu Vou Prosseguir                             | Diante do Trono (Ana Paula Valadão)                                                     | (2010) | Aleluia                                  |
| Resposta de Deus                              | André Valadão                                                                           | (2010) | Ouço Deus me Chamar                      |
| Meu Melhor Amigo                              | Fernanda Brum                                                                           | (2010) | Glória                                   |
| Sopra Espirito                                | Ana Paula Valadão                                                                       | (2011) | O Poder da Aliança                       |
| Eu Te Escolhi                                 | Gilmar Britto                                                                           | (2011) | O Poder da Aliança                       |
| Quando os Adoradores se Encontram             | David Quinlan                                                                           | (2011) | O Poder da Aliança                       |
| Vinde a Mim                                   | Asaph Borba                                                                             | (2011) | O Poder da Aliança                       |
| Deus Conhece                                  | Fernandinho                                                                             | (2011) | O Poder da Aliança                       |
| O Cordeiro de Deus                            | Alda Célia                                                                              | (2011) | O Poder da Aliança                       |
| Jardim Secreto                                | Ana Paula Valadão                                                                       | (2011) | O Poder da Aliança                       |
| O Perdão                                      | Ana Nóbrega                                                                             | (2011) | O Poder da Aliança                       |
| Canção do Amigo                               | Gilmar Britto, Alda Célia, Asaph Borba, David Quinlan , Fernandinho e Ana Paula Valadão | (2011) | O Poder da Aliança                       |
| Em Tua Presença                               | Alda Célia                                                                              | (2012) | Escolhi Adorar                           |
| Casa de Oração                                | Diante do Trono (Ana Paula Valadão), Gilmar Britto, Ana Lúcia Câmara                    | (2012) | Creio                                    |
| Amor e Amizade                                | Ana Paula Valadão                                                                       | (2013) | Pra Me Alegrar                           |
| Jardim Dedicado                               | Missão Profetica                                                                        | (2013) | Fôlego de Vida                           |
| O Deserto Vale Ouro                           | Fernanda Brum                                                                           | (2013) | Pra Me Alegrar                           |
| Unção Sem Limites / Buscar Tua Face é Preciso | Banda Calypso                                                                           | (2015) | 15 Anos                                  |
| Um Novo Começo/Os Sonhos de Deus              | Joelma                                                                                  | (2020) | 25 anos                                  |

## Galeria

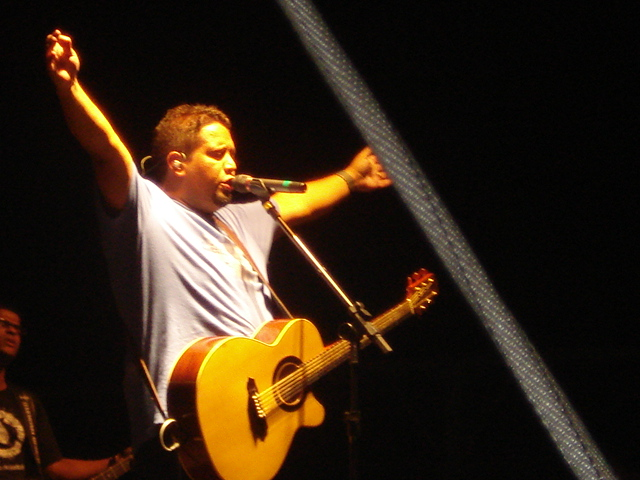
Fernandinho foi convidado para fazer uma breve participação no álbum O Poder da Aliança na musica Deus Conhece e na música Canção do Amigo.
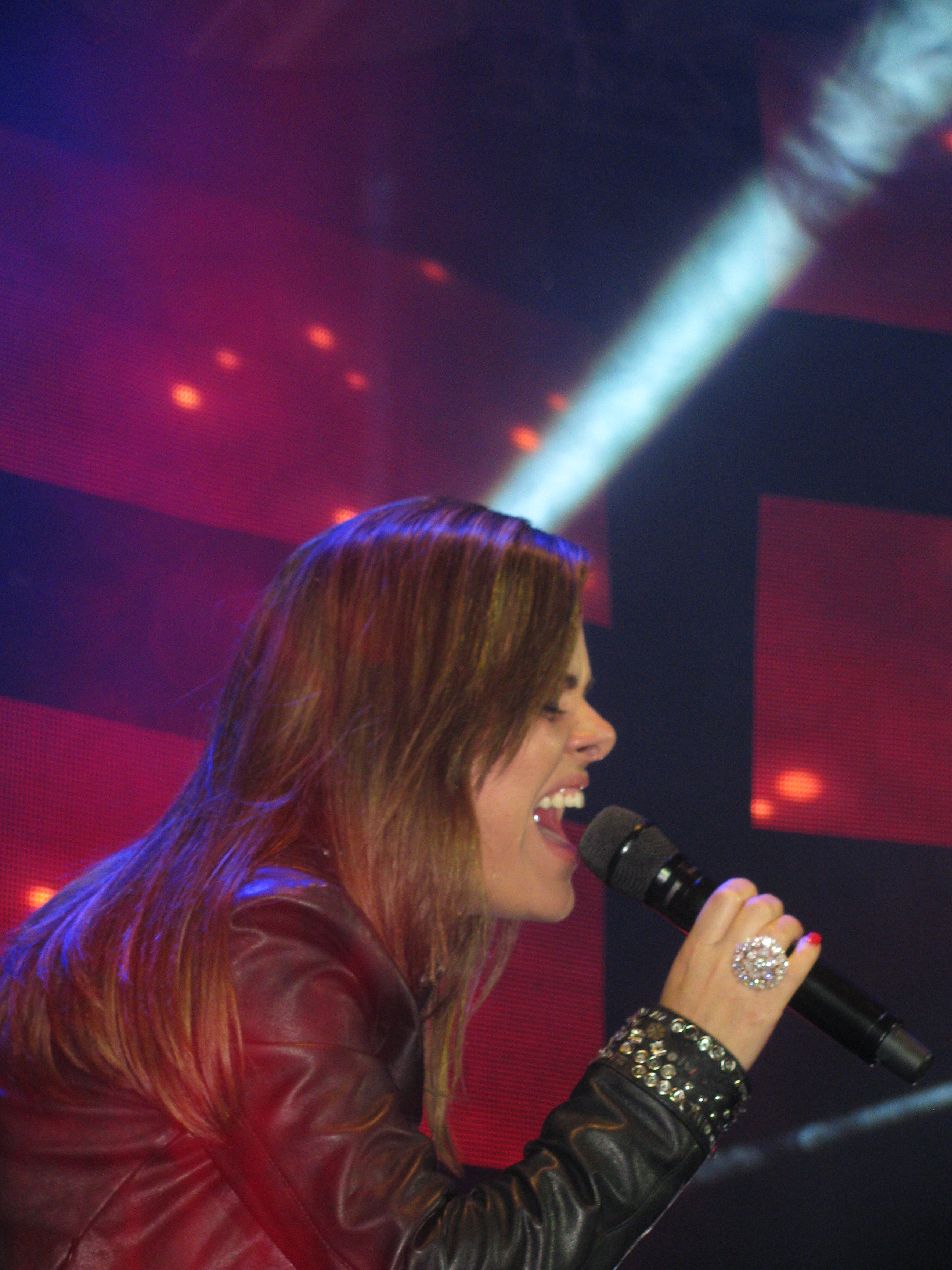
Ana Paula Valadão do Diante do Trono é conhecida por ser amiga de Ludmila Ferber e já fizeram vários duetos juntas.
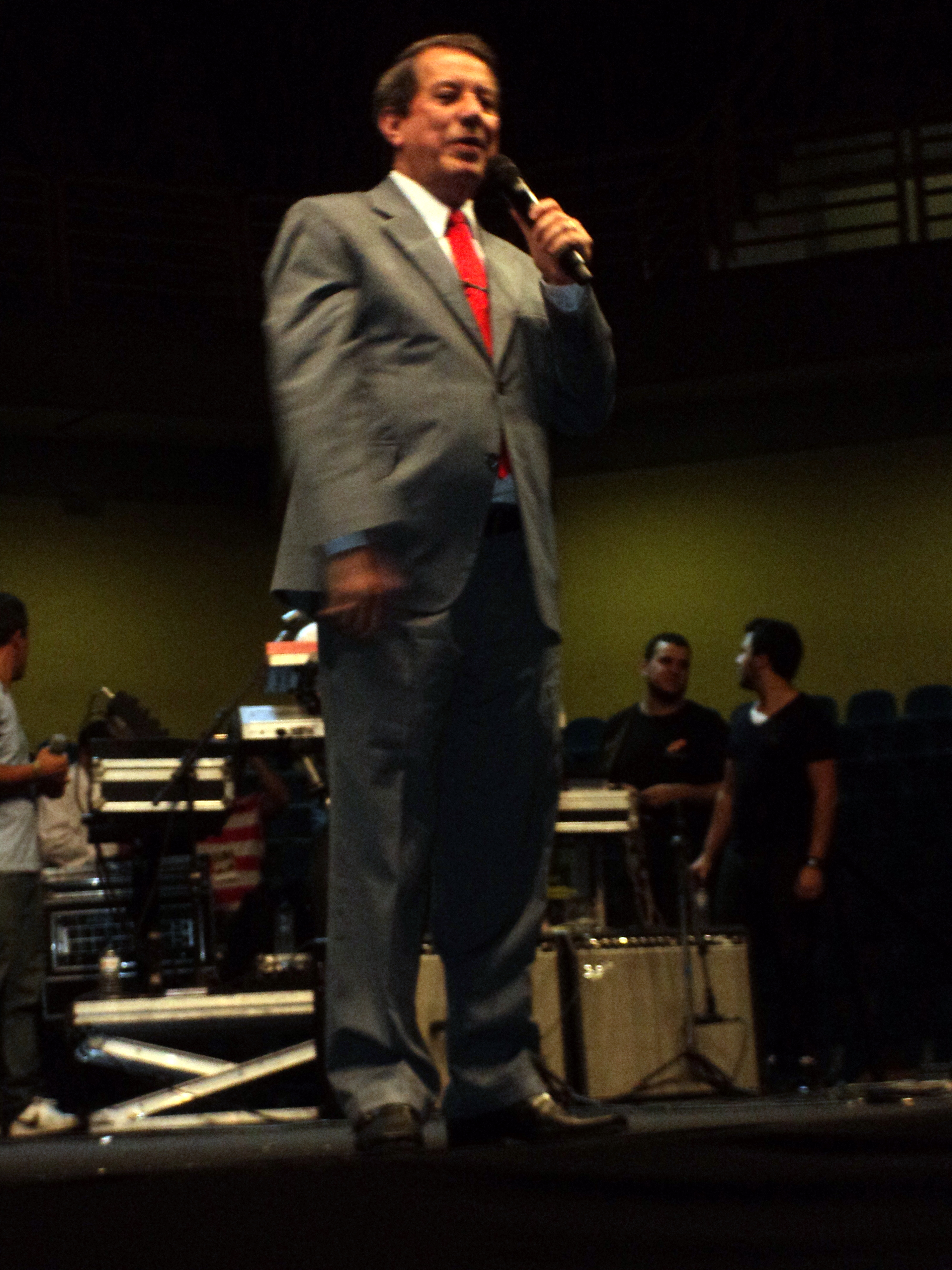
O pastor RR Soares criou um álbum chamado Minhas Canções na Voz dos Melhores, fazendo duetos com vários cantores, Ludmila Ferber cantou a música Eu Te Escolhi Como Vaso de Honra.
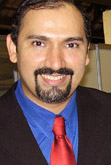
O Apostolo Gilmar Britto fez uma participação no álbum O Poder da Aliança cantando a música Eu Te Escolhi.

Ana Paula Nóbrega no álbum O Poder da Aliança teve participação na musica O Perdão
fonte Wikipédia